# Emilio Álvarez Ibarra
Emilio Álvarez Ibarra är en ort i Mexiko.   Den ligger i kommunen Salvador Alvarado och delstaten Sinaloa, i den västra delen av landet, 1 200 km nordväst om huvudstaden Mexico City. Emilio Álvarez Ibarra ligger 22 meter över havet och antalet invånare är 271.
Terrängen runt Emilio Álvarez Ibarra är mycket platt. Runt Emilio Álvarez Ibarra är det ganska glesbefolkat, med 43 invånare per kvadratkilometer. Närmaste större samhälle är Guamúchil, 18,2 km öster om Emilio Álvarez Ibarra. Trakten runt Emilio Álvarez Ibarra består till största delen av jordbruksmark.